# Renaissance Center
Renaissance Center
O Renaissance Center é um arranha-céu, actualmente o 188º arranha-céu mais alto do mundo, com 221 metros (726 ft).
Edificado na cidade de Detroit, Estados Unidos, foi concluído em 1977 com 73 andares. É a sede mundial da General Motors.